# Altamiros
Altamiros es una localidad española del término municipal de Gallegos de Altamiros, perteneciente a la provincia de Ávila, en la comunidad de Castilla y León.

## Geografía
La localidad está situada a una altitud de 1187 m. Las poblaciones más cercanas a Altamiros son Gallegos, Bularros y Chamartín. Se puede divisar desde Altamiros una panorámica especial del Cerro Gorría, el pico más alto de la sierra de Ávila y unas vistas a la comarca abulense de la Moraña, en la Meseta central de la península ibérica. Su código postal es el 05141.

## Historia
Hacia mediados del siglo XIX, el lugar ya pertenecía a Gallegos. Aparece descrita en el segundo volumen del Diccionario geográfico-estadístico-histórico de España y sus posesiones de Ultramar de Pascual Madoz de la siguiente manera:

ALTAMIROS: cot. red. de la prov. y part. jud. de Ávila, térm. jurisd. de Gallegos de Altamiros: sit. á 1/8 leg. de este pueblo y 3 al E. de la cap. Confina por N. con las deh. de Arevalillo y la Gasca, E. con el térm. de Gallegos, S. con el de Piedrahitilla, y O. con el de Chamartin, estendiéndose de N. á S. 1/2 leg., otro tanto de E. á O. y 1 1/2 de circunferencia: el terreno es todo de monte que ocupa parte de la cord. que se halla al frente y O. de Ávila; flojo, pedregoso generalmente de secano, y comprende 1,773 obradas en esta forma: 960 de tierra labrantia de tercera clase que se disfrutan de 3 á 3 años, 3 de regadío de primera calidad, 2 de segunda en un prado cercado, 350 de pizarrales y tierra inútil que solo prod. algunos pastos, y 430 de encina y roble: perteneció al cabildo cated. de Ávila, con la círcunstancia respecto al monte de que solo le correspondia el arbolado, y los pastos eran del pueblo. Prod. centeno, bellota, pastos y leña.
(Madoz, 1845, p. 207)

## Demografía
Cuenta con una población de 35 habitantes. En verano, se puede llegar a los 400 visitantes que tienen vivienda en la entidad.

## Economía
En la localidad la principal industria es agraria y ganadera, sin olvidar que también se trabaja en la construcción de reforma de casas antiguas y nuevas.

## Cultura
La Asociación Cultural Cruz de Piedra, que es el punto de reunión de los vecinos del pueblo, haciendo anualmente una fiesta la tarde del primer sábado de agosto, recordando la inauguración de dicha asociación. Esta asociación nace el 17 de febrero de 1993. Los Estatutos son firmados y anotados en el libro registro de la Junta de Castilla y León con fecha 21 de diciembre de 2004 por el secretario Territorial José Luis Valverde Bellido. El domicilio social está establecido en la C/ Cruz de Piedra, nº 4, de la localidad de Altamiros, localidad encuadrada en el municipio de Gallegos de Altamiros, con código Postal 05141, provincia de Ávila. La Junta Directiva está compuesta por un presidente, un vicepresidente y tesorero, secretario y un vocal. Los presidentes por orden cronológico han sido los siguientes: Anastasio Jiménez Martín, Máximo González Santos, Florinda Jiménez Gutiérrez, Tránsito Herráez Martín, Jesús Santos Herráez, María Carmen Gómez García,

## Fiestas
- Tercer domingo de mayo una romería en honor a la Virgen de mayo, desde Altamiros a la Iglesia y regreso. Acompaña una dulzaina típica de la zona.
- 16 de agosto, fiesta de San Roque. Es el llamado día grande de Altamiros, con misa, campeonatos, dulzaina y orquesta nocturna con fiesta de disfraces.
- Tercer domingo de septiembre, romería en honor a la Virgen de Riohondo, donde se juntan los vecinos para despedir el verano.